# Albaniens U18-herrlandslag i fotboll
Albaniens U18-herrlandslag i fotboll är det nationella fotbollslaget för personer i 18 års ålder och administreras av Federata Shqiptare e Futbollit.